# クアドルーン
クアドルーン（Quadroon）とは、かつてアメリカ合衆国南部をはじめとするアメリカ州やオーストラリアで使用されていた、祖父母の内3人が白人・1人が黒人/アボリジニである者を指した人種用語。ラテンアメリカ諸国では、「モリスコ（Morisco）」という呼称も存在した。
現在では差別用語とされており、20世紀後半頃には使用されなくなった。

## 背景

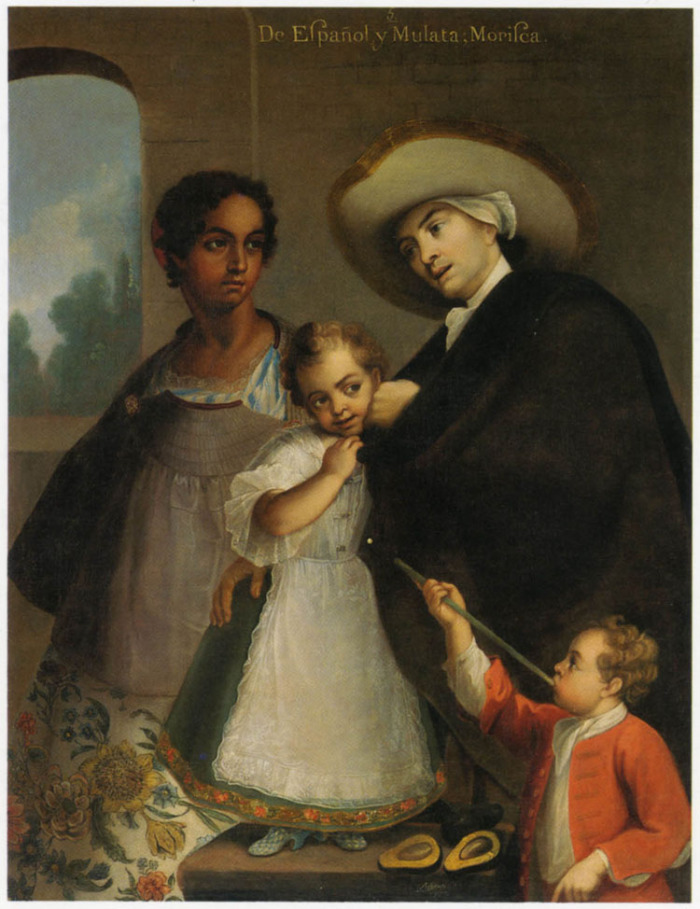
「白人とムラータからモリスコが生まれる」（1763年）

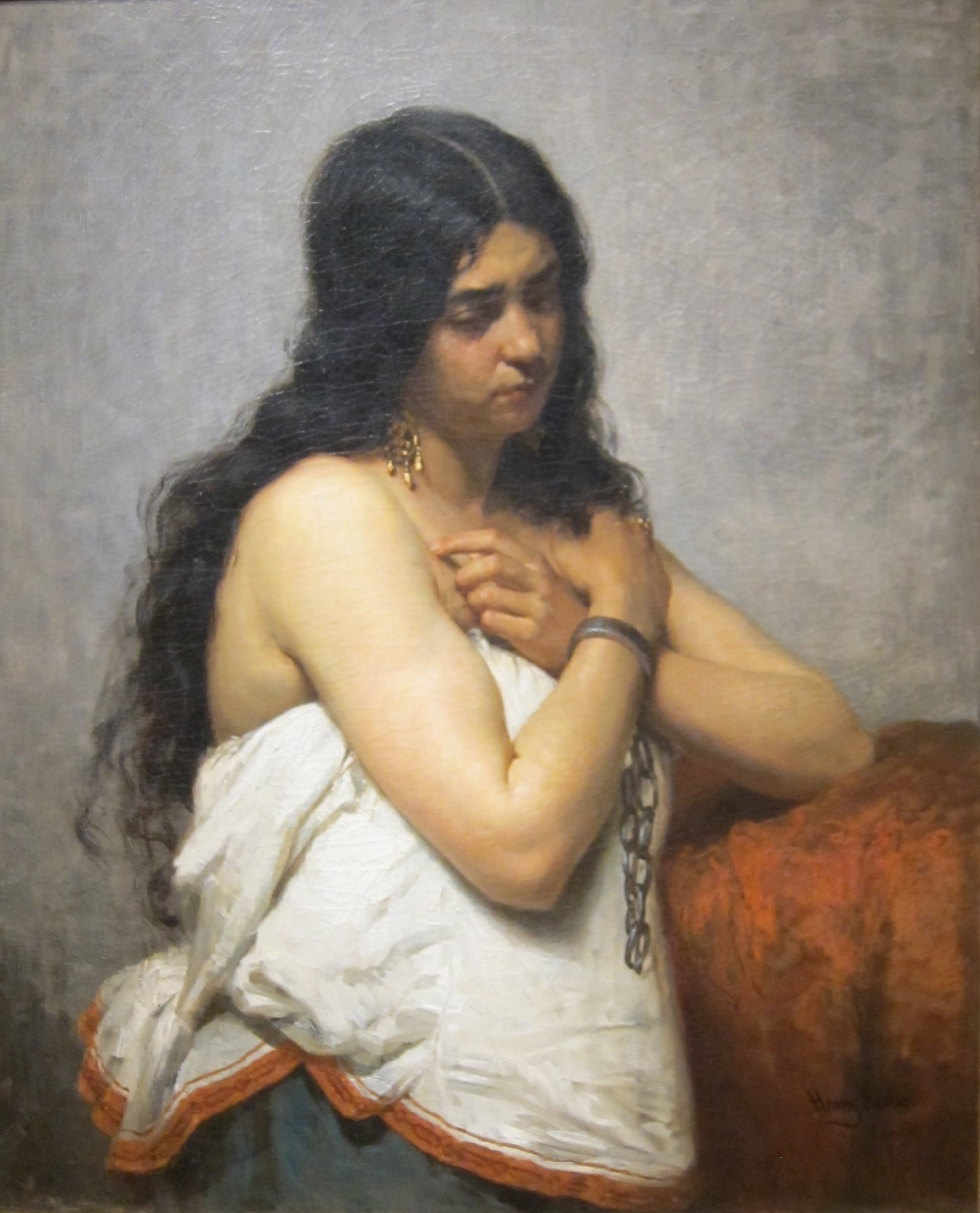
ヘンリー・モスラーが描いたクアドルーンの少女（1878年）

奴隷制を敷いていた当時の白人政府では、権利と制限を定義する用語を法律へ組み込む事例が多かった。これは白人社会において、異人種同士の両親を持った子供は、社会的階級が低い親の人種の方へ分類されることが通例となっていたためである。
白人と黒人の混血人種は、黒人祖先の人数や、黒人の血の比率で区分された。「4分の1」を意味するラテン語の“quartus”の同根語である、フランス語の“quarteron”とスペイン語の“cuarterón”に由来する「クアドルーン」は、祖父母の内1人が黒人、若しくは血の1/4が黒人である者の呼称である。

## 他の人種区分
「ムラート（Mulatto）」は、白人と黒人の血を半々ずつ引く者を指す用語である。嘗てのアメリカ合衆国国勢調査では、血の比率に関係なく、戸籍から白人と黒人の混血であるも判断された者全てを指す、一般的な人種区分用語として使用されたケースもあった。
「オクトルーン（Octoroon）」は、曾祖父母の内7人が白人・1人が黒人/アボリジニである者を指す用語である。歴史的な著名人では、アレクサンドル・プーシキンやアレクサンドル・デュマ・フィスなどが、それに該当する。オーストラリアでは、後に「盗まれた世代」と呼ばれることとなる、白人とアボリジニの混血児に同化政策が適用されたが、アボリジニの血を8分の1以上引く者が、その対象となった。同義語としては、「マスティー（Mustee）」の他、ラテンアメリカ諸国では「テルセロン（Terceron）」という呼称も存在した。
また、高祖父母の内15人が白人・1人が黒人の者は、「マステフィーノ（mustefino）」「クイントルーン（quintroon）」「ヘキサデカルーン（Hexadecaroon）」などと呼称された。
18世紀のフランス領アンティルでは、以下に記載されたような形で、黒人の血の比率をもとに人種区分が成される、厳格に階層化された身分制社会が敷かれていた。
| 黒人の血の比率 | サン＝ドマング          | グアドループ/マルティニーク |
| -------------- | ----------------------- | --------------------------- |
| 7/8            | サカトラ（Sacatra）     | -                           |
| 3/4            | グリフ（Griffe）        | カプレ（Capre）             |
| 5/8            | マラブー（Marabou）     | -                           |
| 1/2            | ムラート（Mulâtre）     | 同左                        |
| 1/4            | カルテロン（Quarteron） | メティ（Métis）             |
| 1/8            | Métis                   | Quarteron                   |
| 1/16           | マムルーク（Mamelouk）  | 同左                        |

## 著名なクアドルーン
- サリー・ヘミングス（奴隷）
- ギヨーム・ギヨン＝ルティエール（画家）
- アレクサンドル・デュマ・ペール[注釈 3]（小説家・劇作家）
- ライアン・ギグス[8]（元サッカー選手）
- ロス・バークリー[8]（サッカー選手）
- スティーヴン・グレアム[8]（俳優）
- マライア・キャリー[8]（シンガーソングライター）
- アマンダ・ミーリング（英語版）[8]（女優）